# Rosières-près-Troyes
Rosières-près-Troyes település Franciaországban, Aube megyében. Lakosainak száma 4866 fő (2022. január 1.). Rosières-près-Troyes Bréviandes, Saint-André-les-Vergers, Saint-Germain, Saint-Julien-les-Villas, Saint-Léger-près-Troyes és Troyes községekkel határos.

## Népesség
A település népessége az elmúlt években az alábbi módon változott:
| Lakosok száma | 527  | 1804 | 2283 | 3064 | 3750 | 3962 | 4165 | 4521 | 4633 | 4866 |
|               | 1968 | 1982 | 1990 | 2006 | 2013 | 2015 | 2017 | 2019 | 2020 | 2022 |